# هنکل پاک‌وش
هنکل پاک‌وش یک شرکت سهامی عام ایرانی تولیدکنندهٔ مواد شوینده است، که در سال ۱۳۵۷ تأسیس شده‌است.
این شرکت که در شهرک صنعتی کاوه قرار دارد، در ابتدا با نام «پاک‌وش» فعالیت می‌کرده، اما پس از خریداری سهام آن توسط شرکت هنکل، به «هنکل پاک‌وش» تغییر نام داده‌است.

## محصولات
- مایع دستشویی
- انواع مایع ظرفشویی
- پودرهای لباس‌شویی
- شیشه‌شوی
- صابون دترجنت
- کف‌شوی
- مایع جرم‌گیر
- مایع سفیدکننده